# Typhlichthys subterraneus
Typhlichthys subterraneus (trong tiếng Anh có tên southern cavefish, "cá hang phương nam") là một loài cá hang thuộc họ Amblyopsidae đặc hữu vùng karst miền đông Hoa Kỳ.

## Phân loại
T. subterraneus là một trong năm loài cá sống trong hang trọn đời của họ Amblyopsidae. T. subterraneus hiện được coi là loài duy nhất trong chi Typhlichthys, song có khả năng đây là một phức hợp loài.
Charles Frédéric Girard mô tả T. subterraneus năm 1859 dựa trên mẫu lấy từ giếng gần Bowling Green, quận Warren, Kentucky. Sau đó, Eigenmann năm 1905 tách nó thành hai loài T. osborni và T. wyandotte dựa trên khác biệt về chiều rộng đầu và đường kính mắt. Mẫu vật Typhlichthys osborni đến từ Horse Cave, Kentucky, còn mẫu vật T. wyandotte từ Corydon, Indiana. Năm 2002, một cái hang có lối vào như giếng thuộc sở hữu một thương buôn xe hơi được phát hiện ở Corydon, và được cho là vị trí cơ sở để mô tả T. wyandotte. Tuy vậy, loài T. wyandotte thường được cho là không có thực, và hiện mọi cá thể Typhlichthys đều thuộc loài T. subterraneus, do chưa thể tìm được sự biến thiên hình thái theo vùng địa lí nào. Những khảo sát gần đây quanh vùng Corydon thất bại trong việc tìm kiến T. subterraneus, chỉ ghi nhận được Amblyopsis spelaea.
Quần thể trong hang Sloans Valley, quận Pulaski, Kentucky có nhiều nét khác biệt so với ở Tennessee dọc cao nguyên Cumberland, và do vậy có lẽ là một loài chưa mô tả.

## Phân bố
T. subterraneus sinh sống tại các bang miền Nam Hoa Kỳ, gồm Indiana, Alabama, Kentucky, Georgia, Missouri, Tennessee, Arkansas, và Oklahoma. Chúng sống trên cao nguyên Ozark miền trung và đông nam Missouri và đông bắc Arkansas, trên cao nguyên Cumberland và các cao nguyên nội địa thấp mạn tây bắc Alabama, tây bắc Gruzia, trung Tennessee và Kentucky, và nam Indiana. Chúng cư ngụ nơi ít xáo động, thành quần thể cô lập.

## Sinh thái học và bảo tồn
Tyhplicthys subterraneus ưa nước đứng, nhưng sống cả trong dòng nước chảy nhẹ. Chúng chủ yếu ăn amphipoda và isopoda. Tốc độ trao đổi chất của chúng chậm để đối phó với việc thiếu thức ăn. Khả năng sinh sản của loài này khá thấp, con cái đẻ chưa tới 50 trứng một lần. Điều này cản trở khả năng hồi phục sự sụt giảm số lượng, dù nhỏ. Chúng đạt thành thục giới tính lúc xấp xỉ hai năm tuổi, còn tuổi thọ là chừng bốn năm.
Typhlichthys subterraneus được IUCN liệt kê là loài sắp bị đe dọa. Do mối đe dọa về môi trường gần đây, đã có sự thu hẹp về phân bố địa lý và giảm bớt về mật độ cá thể. Những nguyên nhân là sự ô nhiễm, lũ lụt và sự hủy hoại hang động.